# Edward Galas
Edward Galas (ur. 2 stycznia 1928 w Lubieni, zm. 2003) – polski biochemik, były rektor Politechniki Łódzkiej.

## Życiorys
W 1956 ukończył studia na Wydziale Chemii Spożywczej Politechnice Łódzkiej. Pracę rozpoczął w 1953 roku w Katedrze Technologii Fermentacji Politechniki Łódzkiej. W latach 1956–1960 odbył studia doktoranckie w Katedrze Biochemii Moskiewskiego Instytutu Technologii Żywności, po czym podjął pracę w Katedrze Mikrobiologii Technicznej Politechniki Łódzkiej. Zorganizował tam Pracownię Biochemii, którą kierował od czasu jej powstania w 1968 roku. Po utworzeniu Instytutu Biochemii został jego dyrektorem i pełnił tę funkcję do 1998 roku. W 1966 roku uzyskał stopień doktora habilitowanego nauk chemicznych, w 1975 roku tytuł profesora nadzwyczajnego, a w 1986 profesora zwyczajnego.
Jego zainteresowania naukowo-badawcze obejmowały zagadnienia związane ze skriningiem drobnoustrojów przemysłowych, biosyntezą enzymów mikrobiologicznych, właściwościami katalitycznymi enzymów i ich zastosowaniem. Zajmował się również biosyntezą polisacharydów drobnoustrojowych oraz biokonwersją i biotransformacją.
W latach 1970–1972 był dziekanem Wydziału Chemii Spożywczej, w latach 1972–1975 prorektorem i I zastępcą rektora. W latach 1975–1981 pełnił funkcję rektora Politechniki Łódzkiej. Dorobek naukowy obejmuje 200 oryginalnych publikacji i 350 komunikatów. Wypromował 25 doktorów.
Był aktywnym działaczem PZPR. Należał do partii od 1951 roku, w latach 1969–1971 był członkiem Komisji Nauki przy KC PZPR, a w latach 1973–1974 – przewodniczącym Zespołu ds. Nauki przy Komitecie Miejskim PZPR w Łodzi.